# Canton de Norrent-Fontes
Le canton de Norrent-Fontes est une ancienne division administrative française située dans le département du Pas-de-Calais et la région Nord-Pas-de-Calais.

## Géographie

Le canton de Norrent-Fontes dans l'arrondissement de Béthune

Ce canton est organisé autour de Norrent-Fontes dans l'arrondissement de Béthune. Son altitude varie de 16 m (Isbergues) à 132 m (Ligny-lès-Aire) pour une altitude moyenne de 53 m.

## Histoire
De 1833 à 1848, les cantons de Houdain et de Norrent-Fontes avaient le même conseiller général. Le nombre de conseillers généraux était limité à 30 par département.

## Représentation

### conseillers généraux de 1833 à 2015
| Période | Période          | Identité                                    | Étiquette           | Qualité |
| ------- | ---------------- | ------------------------------------------- | ------------------- | --- |
| 1833    | 1835 (démission) | François d'Hanotel de Cauchy (1774-1847)    |                     | Officier de louveterie Maire de Cauchy |
| 1835    | 1845 (décès)     | Bon Louis Joseph Herreng (1792-1845)        |                     | Ancien notaire à Béthune, propriétaire du château de Bouvigny-Boyeffles                                                                                     |
| 1846    | 1848             | Philippe Guille                             |                     | Notaire, propriétaire à Douai |
| 1848    | 1874             | Louis Vast (père)                           | Droite              | Propriétaire, maire de Saint-Hilaire-Cottes |
| 1874    | 1877             | Louis-Joseph Hernu                          | Républicain         | Conseiller municipal d'Auchel (1874-1876) |
| 1877    | 1880 (décès)     | Augustin de Peretti della Rocca (1823-1880) | Droite Bonapartiste | Propriétaire Maire de Blessy, conseiller d'arrondissement                                                                                                   |
| 1880    | 1883             | Louis Vast (fils)                           | Droite              | Propriétaire, maire de Saint-Hilaire-Cottes |
| 1883    | 1885 (décès)     | Justin Guilbert                             | Républicain         | Propriétaire à Ferfay |
| 1885    | 1889             | Louis Vast (fils)                           | Droite              | Propriétaire, maire de Saint-Hilaire-Cottes |
| 1889    | 1913             | Albin Hernu,                                | Républicain         | Docteur en médecine Maire d'Auchel (1884-1890 et 1901-1909) Chevalier de la Légion d'honneur                                                                |
| 1913    | 1919             | Charles Dupont                              | Rad.                | Pharmacien Maire d'Auchel |
| 1919    | 1931             | Georges Havenne                             | SFIO                | Ouvrier mineur Adjoint au Maire de Burbure |
| 1931    | 1937 (décès)     | Octave Decroix                              | URD-RG              | Agriculteur Maire de Burbure (1925-1937) |
| 1937    | 1940             | Léon Delrue                                 | SFIO                | Mineur Maire de Ferfay (1919-1953) |
|         |                  |                                             |                     | |
| 1943    | 1945             | Jean Platon                                 | ?                   | Directeur d'usine Conseiller municipal d'Isbergues Membre de la Commission administrative départementale (1940-1943) Nommé conseiller départemental en 1943 |
|         |                  |                                             |                     | |
| 1945    | 1970             | Léon Delrue                                 | SFIO                | Mineur Maire de Ferfay (1919-1953) |
| 1970    | 2008             | Roland Huguet                               | SFIO puis PS        | Professeur de collège Maire d'Isbergues (1965-1998) Député (1973-1992) Sénateur (1992-2001) Président du Conseil Général (1981-2004)                        |
| 2008    | 2015             | Jacques Napieraj (1949-2022)                | PS                  | Professeur de mathématiques retraité Maire de Berguette (1977-1995) puis d'Isbergues (1996-2020)                                                            |

### Conseillers d'arrondissement (de 1833 à 1940)
| Période         | Période | Identité                               | Étiquette   | Qualité |
| --------------- | ------- | -------------------------------------- | ----------- | --- |
| 1833            | 1848    | Jean-Baptiste Damour                   |             | Notaire, maire de Saint-Hilaire                                                                             |
| 1848            |         | M. Mathon                              |             | |
|                 |         |                                        |             | |
| 1871            | 1877    | Augustin de Peretti della Rocca        |             | Maire de Blessy                                                                                             |
|                 |         |                                        |             | |
| av.1884         | 1904    | Henri-Joseph Boulinguez                | Républicain | Propriétaire herbager, maire d'Isbergues                                                                    |
| 1904            | 1910    | Benoît Leflon                          | Républicain | Notaire, maire de Norrent-Fontes                                                                            |
| 1910            | 1913    | Charles Dupont                         | Radical     | Pharmacien, maire d'Auchel                                                                                  |
| 12 octobre 1913 | 1922    | Jean Benoît Joseph Dequidt (1882-1937) | Radical     | Brasseur, maire d'Estrée-Blanche                                                                            |
| 1922            | 1931    | Octave Decroix                         | Républicain | Agriculteur, maire de Burbure                                                                               |
| 1931            | 1940    | Abel Decobert                          | SFIO        | Ouvrier mineur puis commerçant, maire d'Auchel (1930-1941, démissionnaire en 1941)                          |
| 1940            |         |                                        |             | Les conseils d'arrondissement ont été suspendus par la loi du 12 octobre 1940 et n'ont jamais été réactivés |

## Composition
Le canton de Norrent-Fontes groupe 18 communes et compte 19 387 habitants (recensement de 1999 sans doubles comptes).
| Communes             | Population (2012) | Code postal | Code Insee |
| -------------------- | ----------------- | ----------- | ---------- |
| Auchy-au-Bois        | 414               | 62190       | 62049      |
| Blessy               | 631               | 62120       | 62141      |
| Bourecq              | 517               | 62190       | 62162      |
| Estrée-Blanche       | 928               | 62145       | 62313      |
| Ham-en-Artois        | 989               | 62190       | 62407      |
| Isbergues            | 9 836             | 62330       | 62473      |
| Lambres              | 937               | 62120       | 62486      |
| Liettres             | 239               | 62145       | 62509      |
| Ligny-lès-Aire       | 505               | 62960       | 62512      |
| Linghem              | 230               | 62120       | 62517      |
| Mazinghem            | 337               | 62120       | 62564      |
| Norrent-Fontes       | 1 444             | 62120       | 62620      |
| Quernes              | 469               | 62120       | 62676      |
| Rely                 | 371               | 62120       | 62701      |
| Rombly               | 42                | 62120       | 62720      |
| Saint-Hilaire-Cottes | 734               | 62120       | 62750      |
| Westrehem            | 230               | 62960       | 62885      |
| Witternesse          | 534               | 62120       | 62900      |

## Démographie
| 1962   | 1968   | 1975   | 1982   | 1990   | 1999   | 2009 |
| ------ | ------ | ------ | ------ | ------ | ------ | ---- |
| 19 986 | 21 271 | 21 237 | 20 567 | 20 219 | 19 387 | -    |